# 嵯峨健四郎
嵯峨 健四郎（さが けんしろう、1937年8月15日 - 2011年11月1日）は、秋田県秋田市上北手出身のプロ野球選手（投手）。

## 経歴
秋田商業高では、エースとして1954年秋季東北大会準決勝に進むが、盛岡商業高に敗退。翌1955年も夏の甲子園県予選を勝ち抜き、奥羽大会に進むが1回戦で盛岡工業高に敗れる。なお、高校時代の1年後輩には、後に大毎オリオンズや阪急ブレーブスなどで活躍する三平晴樹がいた。三平も高校卒業後、嵯峨と同じルートでプロ入りしている（但し、プロでチームメイトになる事は無かった）。
高校卒業後は、社会人野球の日本鉱業日立に入団。1956年の都市対抗野球にエースとして出場、準々決勝に進むが大昭和製紙に敗れる。1958年の都市対抗野球でも2回戦に進み、ニッポンビールの北川芳男と投げ合うが惜敗。翌1959年の都市対抗野球では2回戦で富士製鐵釜石に敗退した。
社会人屈指の好投手として注目され、1960年に東映フライヤーズへ入団。
1963年の7月から先発陣の一角として起用され、8月22日には阪急ブレーブスの足立光宏と投げ合い、初勝利を完封で飾った。1964年には21勝を挙げ、初めて規定投球回（リーグ8位、防御率2.68）にも達する。土橋正幸、尾崎行雄と並ぶフライヤーズの20勝投手として球界に知れ渡った。だが、この年は打席でヒットが打てず、4月以降77打席連続無安打に終わった。
翌1965年は胃腸障害で2勝しかできず、打撃も不振で、8月半ばまで13打席連続ノーヒット。前年から、トータル90打席連続無安打を記録した。これらは1シーズン、連続シーズンいずれも連続打席無安打の日本記録である。
しかし、同年8月19日の本拠地・後楽園球場での阪急ブレーブスとの試合で、91打席ぶり（およそ1年5か月ぶり）の安打を記録。足立光宏から、二塁手の頭を越えるヒットを放ち、不名誉な記録を漸くストップさせた。1966年は投打両面で復調し、17勝、防御率2.32（リーグ6位）を記録する一方、10本の安打を打っている。
1968年には、松村正晴内野手との交換トレードで読売ジャイアンツへ移籍。シーズン序盤には1完封を含む2勝を挙げるが、6月以降は失速し不本意な成績に終わった。僅か1年でジャイアンツを戦力外となり、翌年フライヤーズに復帰したが、この年を最後に引退した。その後は都内で会社員となる。
武器はスライダー、カーブ、シュート。
2011年11月1日午前5時30分、肝細胞癌のため神奈川県鎌倉市内の病院で逝去した。74歳没。

## 詳細情報

### 年度別投手成績
| 年 度    | 球 団    | 登 板 | 先 発 | 完 投 | 完 封 | 無 四 球 | 勝 利 | 敗 戦 | セ 丨 ブ | ホ 丨 ル ド | 勝 率 | 打 者 | 投 球 回 | 被 安 打 | 被 本 塁 打 | 与 四 球 | 敬 遠 | 与 死 球 | 奪 三 振 | 暴 投 | ボ 丨 ク | 失 点 | 自 責 点 | 防 御 率 | W H I P |
| -------- | -------- | ----- | ----- | ----- | ----- | -------- | ----- | ----- | -------- | ----------- | ----- | ----- | -------- | -------- | ----------- | -------- | ----- | -------- | -------- | ----- | -------- | ----- | -------- | -------- | ------- |
| 1960     | 東映     | 7     | 1     | 0     | 0     | 0        | 0     | 2     | --       | --          | .000  | 49    | 11.0     | 10       | 1           | 6        | 0     | 0        | 4        | 0     | 0        | 6     | 6        | 4.91     | 1.45    |
| 1961     | 東映     | 2     | 0     | 0     | 0     | 0        | 0     | 0     | --       | --          | ----  | 18    | 4.0      | 4        | 1           | 1        | 0     | 0        | 0        | 1     | 0        | 2     | 2        | 4.50     | 1.25    |
| 1963     | 東映     | 22    | 15    | 2     | 1     | 0        | 6     | 6     | --       | --          | .500  | 355   | 92.2     | 74       | 12          | 18       | 0     | 1        | 45       | 1     | 0        | 26    | 23       | 2.23     | 0.99    |
| 1964     | 東映     | 55    | 31    | 7     | 5     | 3        | 21    | 9     | --       | --          | .700  | 905   | 225.1    | 197      | 20          | 53       | 3     | 5        | 90       | 3     | 0        | 82    | 67       | 2.68     | 1.11    |
| 1965     | 東映     | 23    | 14    | 0     | 0     | 0        | 2     | 8     | --       | --          | .200  | 283   | 65.0     | 66       | 6           | 27       | 0     | 0        | 23       | 1     | 0        | 38    | 32       | 4.43     | 1.43    |
| 1966     | 東映     | 46    | 33    | 13    | 4     | 0        | 17    | 9     | --       | --          | .654  | 986   | 244.0    | 204      | 19          | 56       | 3     | 6        | 80       | 6     | 0        | 77    | 63       | 2.32     | 1.07    |
| 1967     | 東映     | 27    | 20    | 0     | 0     | 0        | 5     | 8     | --       | --          | .385  | 488   | 111.1    | 122      | 15          | 33       | 0     | 1        | 52       | 1     | 0        | 71    | 66       | 5.35     | 1.39    |
| 1968     | 巨人     | 14    | 5     | 1     | 1     | 0        | 2     | 0     | --       | --          | 1.000 | 180   | 42.0     | 38       | 7           | 19       | 0     | 2        | 26       | 1     | 0        | 22    | 20       | 4.29     | 1.36    |
| 通算:8年 | 通算:8年 | 196   | 119   | 23    | 11    | 3        | 53    | 42    | --       | --          | .558  | 3264  | 795.1    | 715      | 81          | 213      | 6     | 15       | 320      | 14    | 0        | 324   | 279      | 3.16     | 1.17    |

### 記録
- 連続打席無安打：90 （1964年3月31日 - 1965年8月19日） ※NPB記録
- シーズン連続打席無安打：77 （1964年）※NPB記録
- オールスターゲーム出場：1回 （1966年）

### 背番号
- 19 （1960年 - 1961年）
- 45 （1962年 - 1967年）
- 17 （1968年）
- 24 （1969年）